# هافلينجر
هافلينجر، المعروفة أيضًا باسم أفلينجر، هي سلالة من الخيول تم تطويرها في النمسا وشمال إيطاليا (وهي هافلينج في منطقة جنوب تيرول) خلال أواخر القرن التاسع عشر. خيول هافلينجر صغيرة نسبيًا، ودائمًا ما تكون كستنائية مع عرف وذيل كتاني، ولديها مشية مميزة توصف بأنها نشطة ولكنها سلسة، وهي ذات عضلات جيدة ولكنها أنيقة. سلالة يرجع أصلها إلى العصور الوسطى. توجد عدة نظريات عن أصلها. تم تطوير معدات هافلينجر لاستخدامها في المناطق الجبلية، وهي معروفة بصلابتها. إن شكلها الحالي ومظهرها ناتج عن ضخ سلالات من السلالات العربية والسلالات الأوروبية المختلفة إلى المهور التيرولية الأصلية. ولدت المؤسسة، 249 فولي، في عام 1874 ؛ بحلول عام 1904، تم تشكيل أول تعاونية للمربين. يمكن لجميع هافلينجرز تتبع نسبهم إلى فولي من خلال واحد من سبعة سلالات. كان للحرب العالمية الأولى والثانية، وكذلك الكساد العظيم، تأثير ضار على السلالة، واستخدمت الحيوانات ذات الجودة المنخفضة في بعض الأحيان لإنقاذ السلالة من الانقراض. خلال الحرب العالمية الثانية، ركز المربون على الخيول التي كانت أقصر حيث أنها المفضلة عند الجنود، والتي يفضلها الجيش لاستخدامها كخيول. تحول التركيز بعد الحرب نحو الحيوانات ذات الصقل والارتفاع المتزايدين.

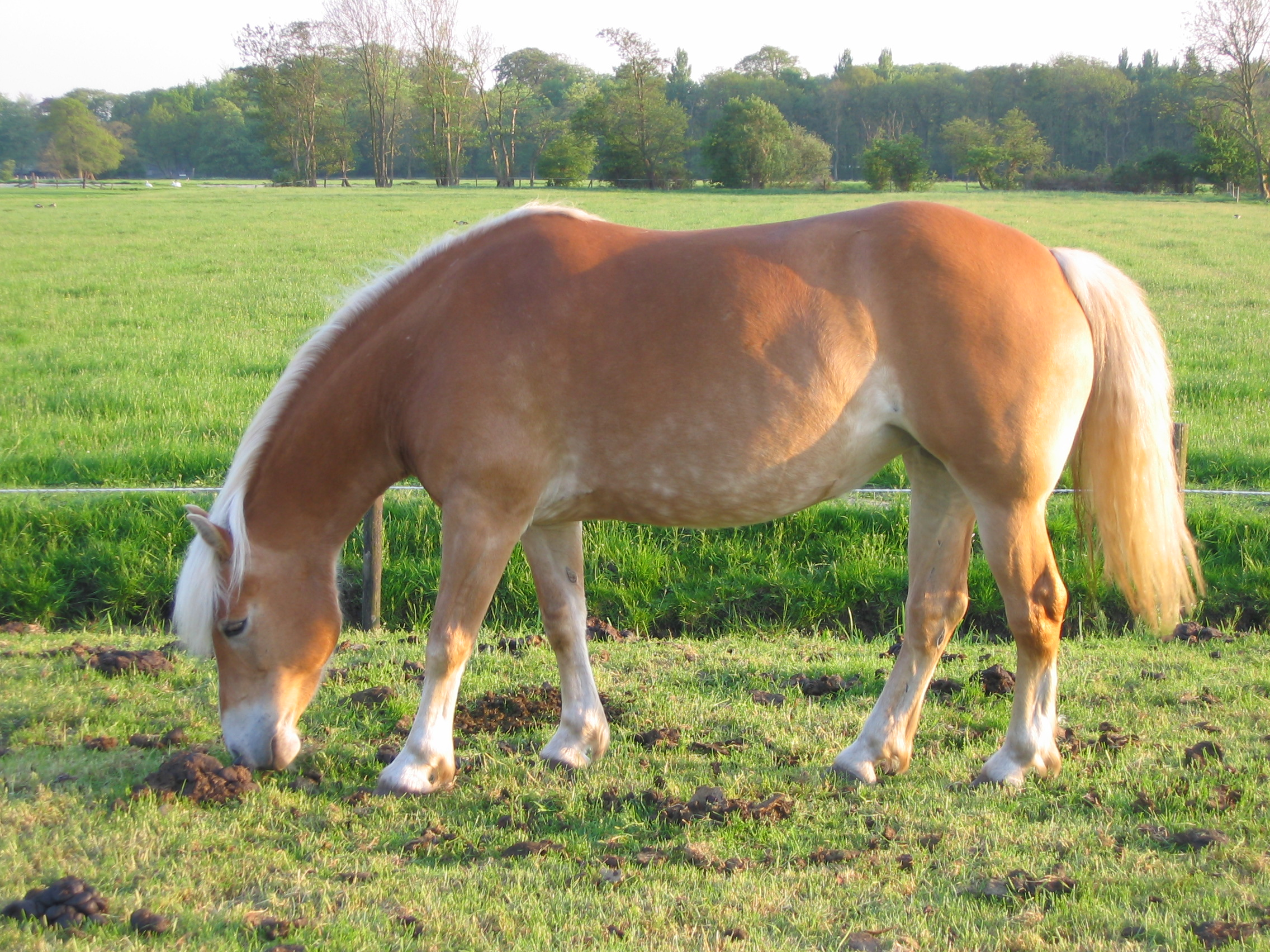

في حقبة ما بعد الحرب، تم تهجين هافلينجر بشكل عشوائي مع سلالات أخرى، ويخشى بعض المراقبين أن السلالة كانت في خطر متجدد بالانقراض. ومع ذلك، بدءًا من عام 1946، ركز المربون على إنتاج هافلينجرز الأصيلة وتم إنشاء كتاب عشيق مغلق الخاص بسجل السلالات، المعروف أيضًا باسم كتاب القطيع أو كتاب الخيول أو السجل، في تربية الحيوانات وهواية التربية الحيوانية، هو قائمة رسمية للحيوانات ضمن سلالة معينة يعرف آباؤها. زاد الاهتمام بالسلالة في البلدان الأخرى، وبين عامي 1950 و1974، نما عدد السكان، حتى مع انخفاض إجمالي عدد الخيول الأوروبية. استمرت أعداد السكان في الزيادة بشكل ثابت، واعتبارًا من عام 2005، كان هناك ما يقرب من 250.000 من سلالة هافلينجر في جميع أنحاء العالم. توجد مزارع التكاثر في العديد من البلدان، على الرغم من أن معظم الثروة الحيوانية لا تزال تأتي من النمسا. في عام 2003، أصبح هافلينجر أول حصان يتم استنساخه حيث في البيولوجيا، الاستنساخ أو الاصطناء (مولدة) هو إنتاج مجموعة من الكائنات الحية لها نسخة طبق الأصل من المادة الوراثية والتي تحدث في الطبيعة عندما تقوم كائنات حية كالبكتريا، الحشرات أو النباتات بالتكاثر بدون تزاوج، مما أدى إلى ظهور مهرة تسمى بروميتيا.

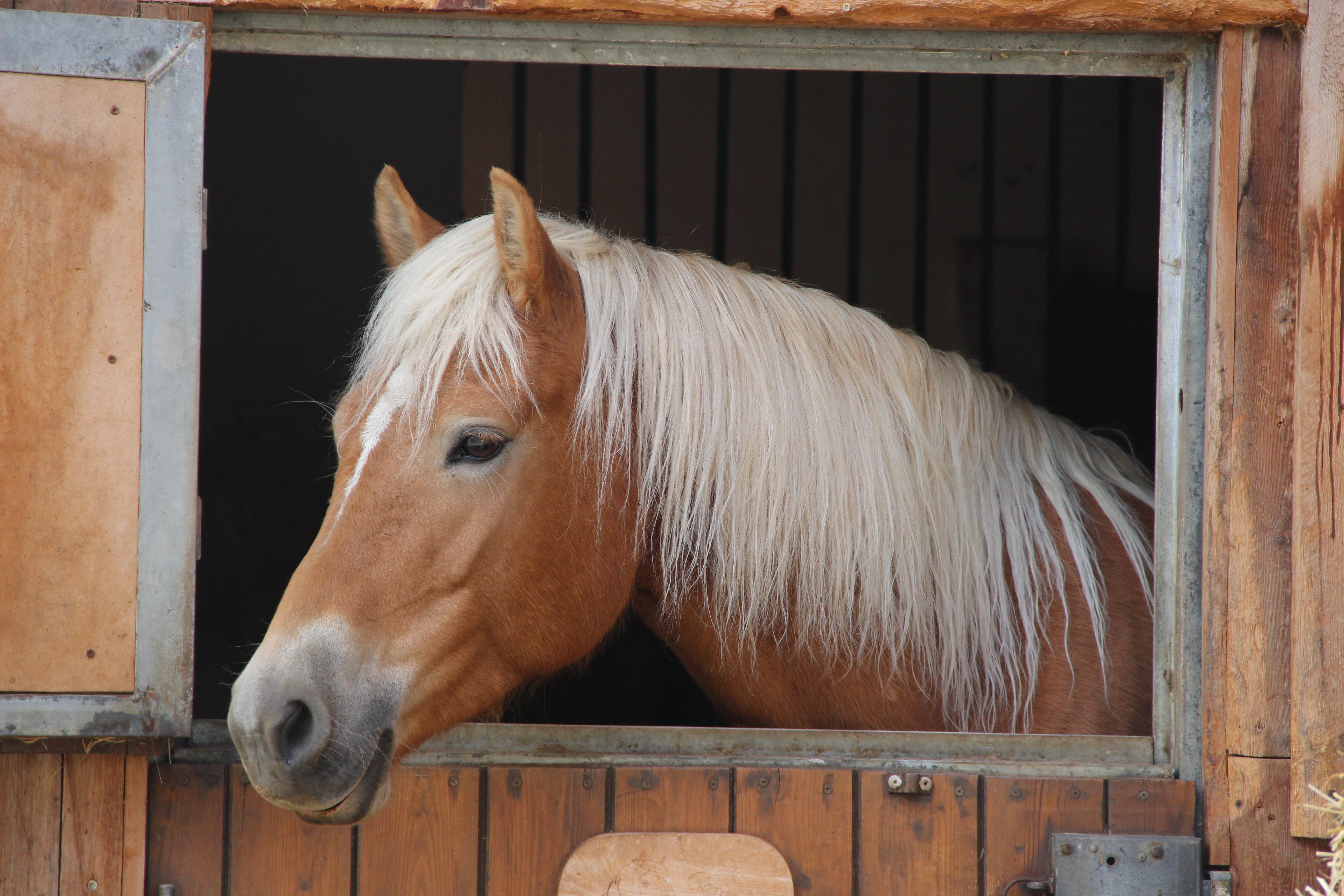

يتم الاستفادة من خيول الهافلينجر في العديد من الاستخدامات، بما في ذلك السحب الخفيف، واعمال السرج، والعديد من التخصصات الفروسية مثل سباق تحمل الخيول، والترويض، وقفز الفروسية، والركوب العلاجي. كما أنها لا تزال تستخدم من قبل الجيوش النمساوية والألمانية للعمل في التضاريس الوعرة. يتكون اتحاد هافلينجر العالمي، وهو الهيئة الحاكمة الدولية التي تتحكم في معايير التكاثر للهافلينجر، من اتحاد مكون من 22 سجلاً وطنياً، ويساعد في تحديد أهداف التربية، والمبادئ التوجيهية، وقواعد لمنظمات الأعضاء.

## التاريخ
يعود تاريخ حصان هافلينجر إلى العصور الوسطى. أصول السلالة غير مؤكدة، ولكن تم تقديم نظريتين رئيسيتين. الأول هو أن هافلينجرز ينحدرون من الخيول التي تم التخلي عنها في الوديان التيرولية في وسط أوروبا من قبل القوط الشرقيين الفارين من القوات البيزنطية بعد سقوط كونزا عام 555 م. يُعتقد أن هذه الخيول المهجورة قد تأثرت بسلالات شرقية وقد تساعد في تفسير الخصائص الجسدية العربية التي شوهدت في هافلينجر. تم تسجيل نوع من المهر الجبلي الخفيف لأول مرة في وادي إتش في عام 1282، وربما كان سلف هافلينجر الحديث. النظرية الثانية هي أنهم ينحدرون من فحل من مملكة بورغوندي أرسله والده لويس الرابع، الإمبراطور الروماني المقدس، إلى مارغريف لويس الرابع، عندما تزوج مارغريف من الأميرة مارجريت مولتاش من تيرول عام 1342.  وقد اقترح أيضًا أنهم ينحدرون من حصان الغابة في عصور ما قبل التاريخ. لدى هافلينجر صلات وثيقة بالنوريكر، نتيجة لتداخل المناطق الجغرافية حيث تم تطوير السلالتين. مهما كانت أصولها، فقد نمت السلالة في مناخ جبلي وتمكنت من الازدهار في ظروف قاسية بأقل قدر من الصيانة.

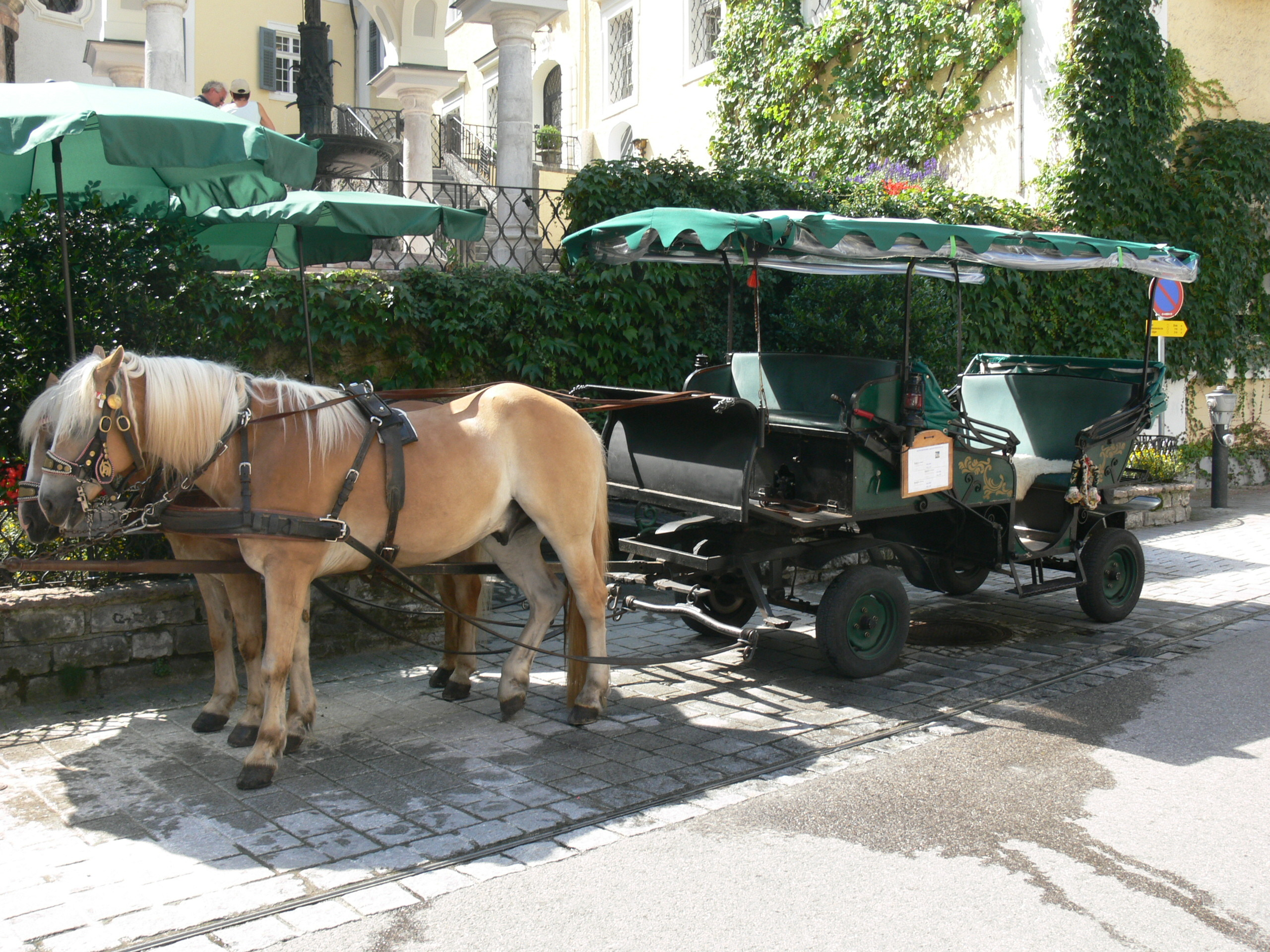

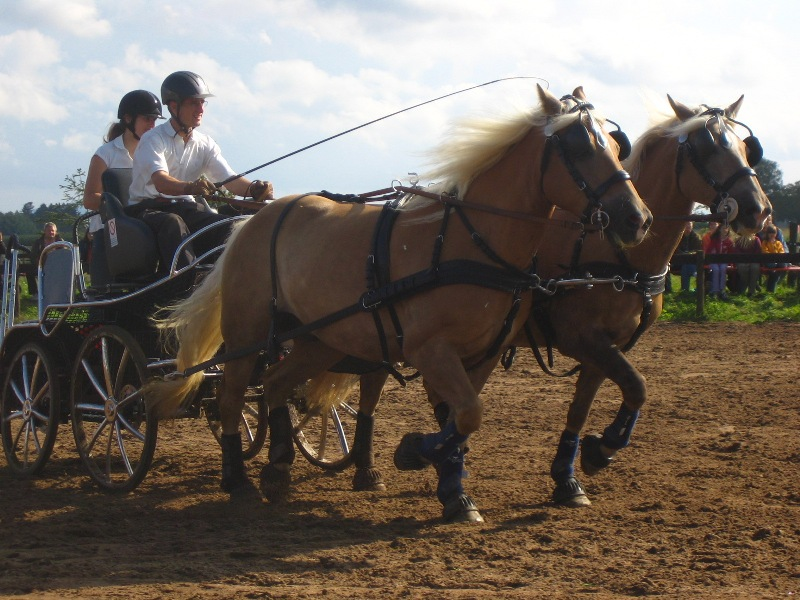

تم إنشاء السلالة كما هي معروفة اليوم رسميًا في قرية هافلينج في جبال إتشلاندر، ثم كانت موجودة في النمسا-المجر.  تم تعزيز التأثير العربي بقوة في هافلينجر الحديثة من خلال إدخال الفحل البادفي، الذي تم استيراده إلى النمسا في القرن التاسع عشر. نشأ حفيد البدوي نصف العربي ، البادفي 22، في المزرعة النمساوية المجرية في راداوتز  وكان أبًا للفحل التأسيسي للسلالة، 249 فولي، ولد عام 1874 في فينشغاو. كان سد فولي فرسًا تيروليًا أصليًا من النوع المكرر. يجب على جميع هافلينجس اليوم تتبع أصولهم إلى فولي من خلال أحد سلالات الفحل السبعة (A ، B ، M ، N ، S ، ST ، W) ليتم اعتبارها سلالة أصيلة.  نتج عن تجمع الجينات الأصلي الصغير، والبيئة الجبلية التي نشأ فيها معظم أعضاء السلالة الأصليين، نوعًا ماديًا ومظهرًا ثابتًا للغاية. في السنوات الأولى من تطور السلالة، تم استخدام الفحول الشرقية مثل دهمان وتجار وجيدران أيضًا كمزارع، لكن مهرات هذه الفحول افتقرت إلى العديد من سمات هافلينجر الرئيسية وتوقف التكاثر لهذه الفحول. بعد ولادة فولي في عام 1874، أصبح العديد من النبلاء النمساويين مهتمين بالسلالة وقدموا التماساً للحكومة لدعم إجراءات التربية المنظمة وتوجيهها. كان ذلك في عام 1899 قبل أن تستجيب الحكومة النمساوية ، وقررت دعم برامج التربية من خلال إنشاء الإعانات ؛ كانت فيلات هافلينجر عالية الجودة من بين تلك التي تم اختيارها لبرنامج التربية المدعوم من الحكومة. منذ ذلك الحين ، تم اختيار أفضل مهرات ومهور هافلينجر وتربيتها بشكل انتقائي للحفاظ على جودة السلالة. استخدم الجيش الخيول التي لا تستوفي معايير الجودة كحيوانات قطيع. بحلول نهاية القرن التاسع عشر، انتشر هافلينجرز في كل من جنوب وشمال تيرول، وتم إنشاء مزارع الخيول في ستيريا وسالزبورغ والنمسا السفلى. في عام 1904، تأسست تعاونية مربي هافلينجر في مولتن، في جنوب تيرول، بهدف تحسين إجراءات التربية، وتشجيع التربية النقية وإنشاء سجل تربية وتسجيل الفحول. 